# De los Santos, Mexiko
De los Santos är en ort i Mexiko.   Den ligger i kommunen Cárdenas och delstaten Tabasco, i den sydöstra delen av landet, 600 km öster om huvudstaden Mexico City. De los Santos ligger 22 meter över havet och antalet invånare är 551.
Terrängen runt De los Santos är mycket platt. Runt De los Santos är det ganska tätbefolkat, med 155 invånare per kvadratkilometer. Närmaste större samhälle är Cárdenas, 6,7 km söder om De los Santos. Trakten runt De los Santos består till största delen av jordbruksmark.